# Anja Petzold

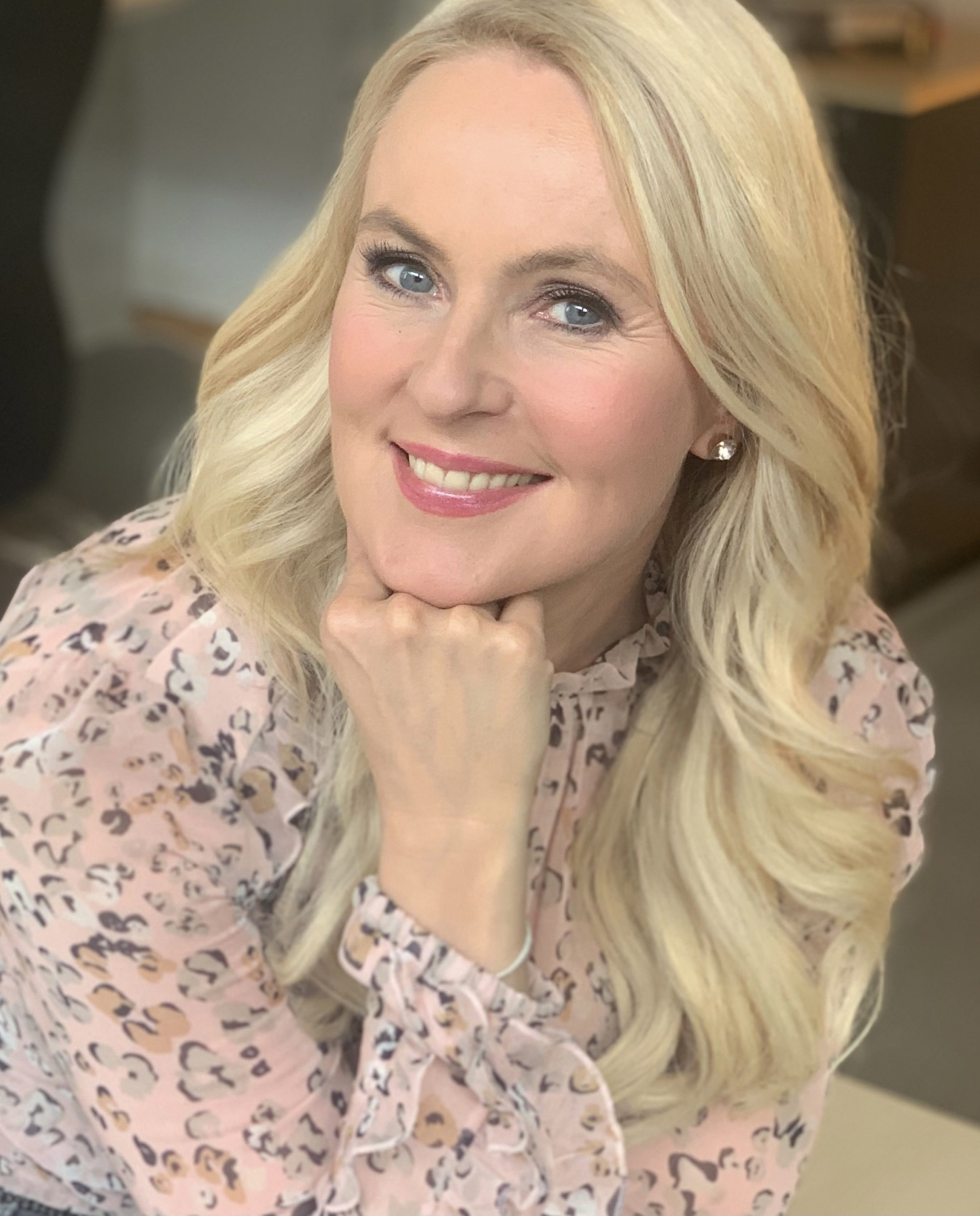
Anja Petzold

Anja Petzold (* 22. April 1970 in Dresden) ist eine deutsche Fernsehmoderatorin und Journalistin.

## Leben
Anja Petzold ist als Tochter eines Lehrerehepaares in Dresden aufgewachsen. Nach ihrer Lehre zur Wirtschaftskauffrau absolvierte sie ein Studium der Betriebswirtschaft an der Wirtschaftsakademie Dresden mit dem Abschluss als staatlich geprüfte Betriebswirtin und ging danach von Sachsen nach Hamburg zur Holsten AG in die Presseabteilung. An der „Akademie Führung und Kommunikation“ erfolgte das PR- und Kommunikationstraining unter PR-Experte Klaus Dörrbecker. Von 1995 bis 1998 arbeitete Anja Petzold als Pressesprecherin der Feldschlösschen Aktiengesellschaft in Dresden.
Danach lernte sie das Fernsehgeschäft bei Crea TV für Hans Meiser. Sie arbeitete als Redakteurin der MDR-Ratgebersendung Ein Fall für Escher. In dieser Zeit schrieb sie Sendekonzepte, Moderationen sowie Experteninterviews für Peter Escher und drehte TV-Magazinbeiträge. Parallel moderierte sie bereits das regionale ARD-Vorabendprogramm MDR vor acht im Ersten und das MDR-Abendprogramm. Im Jahr 2000 folgte der Einstieg in aktuelle Nachrichtensendungen. Anja Petzold moderiert seitdem das Mittagsmagazin mdr um elf. Ein Jahr später wurde sie zudem Moderatorin beim MDR-Nachmittag und präsentiert mdr um zwei. In diesem Zusammenhang moderierte sie beim Anschlag auf das World Trade Center die aktuelle Abendsendung „MDR-extra 9/11“.
Seit 2004 ist sie Vorstandsmitglied des Presseclub Magdeburg e. V. 2005 gründete sie eine Fernsehproduktionsfirma und produzierte Magazinbeiträge. In dieser Zeit begann sie außerdem die Ausbildung zum Integralen Business-Coach und bietet Präsentationcoaching an. Von 2005 bis 2017 stand sie für das MDR-Regionalmagazin „Sachsen-Anhalt-heute“ vor der Kamera. Von 2007 bis 2010 interviewte sie für die ARD-Sportsendung „Boxen im Ersten“ prominente Persönlichkeiten am Ring.
Sie moderierte die Sondersendung zum zehnjährigen Jubiläum der ARD-Serie In aller Freundschaft und stand für diverse MDR-Unterhaltungsformate vor der Kamera, z. B. für Guten Morgen, neues Jahr, Promis auf Mallorca oder Von der Südsee nach Fernost (Moderation auf der MS Delphin). Jeweils am ersten Weihnachtsfeiertag präsentierte sie 2016 und 2018 die MDR-Abendsendung Weihnachten live. Zusätzlich moderiert sie zahlreiche Events und Podiumsdiskussionen.
2021 startet sie ihren eigenen Podcast bunt wie das Leben.

## Soziales Engagement
Anja Petzold engagiert sich für den „LeseLounge e.V.“ und für das Projekt „Hope“, das in Südafrika gegen HIV kämpft. Im Jahr 2004 gründet sie zusammen mit Norbert Doktor den Presseclub Magdeburg e.V.